# Praga
Praga (Прага) — з 1907 року чеський виробник автомобілів, мотоциклів, автобусів, літаків, танків. Штаб-квартира знаходиться в Празі. У 1921 році компанія об'єдналася з електротехнічним заводом Českomoravská — Kolben. У 1928 році компанія об'єдналася з Akciovou společností Strojírny, dříve Breitfeld, Daněk a spol, утворився концерн Českomoravská Kolben Daněk. У 1948 році компанія Praga припинила виробництво автомобілів.

## Заснування компанії Praga. Виробництво ліцензійних автомобілів
У березні 1907 року Сміховські заводи барона Франтішека Рінгхоффера (майбутня Tatra) об'єднують свої зусилля із залізничним заводом První česko-moravské továrny na stroj (Перший Чесько-Моравський машинобудівний завод), крім виробництва різної техніки, нове об'єднання вирішує зайнятися і виробництвом автомобілів. Компанія, що розташована в празькому кварталі Лібень, стала носити назву Prager Automobil Fabrik — Pražská automobilní továrna, керівництво йде не по складному шляху, тобто проектуванні власного авто, а по простому, тобто купує ліцензію на автомобілі вищого класу в італійської фірми Isotta-Fraschini. Модель Tipo D мала 4-циліндровий мотор об'ємом в 8 літрів і потужністю в 60 кінських сил, австро-угорський варіант став називатися PAT-PAF Typ III. Однак за весь 1908 рік, коли почалося їх виробництво, було побудовано всього шість дорогих екіпажів, причому, за незрозумілої причини, мотори, зібрані чехами, видавали під час випробувань всього 45 к. с. замість 60. Але завдяки основній продукції заводу (котлам, паровим машинам і вагонам) вдалося згладити збитки від виробництва автомобілів, через нерентабельність автомобільного виробництва в січні 1909 року барон Рінгхоффер залишає компанію, а через півроку великого промисловця і філантропа не стало.
У 1909 році з'являється більш дешева модель — Typ V, також зроблена за італійською ліцензією, під її капотом був 3-літровий 22-сильний двигун, в той же час керівництво компанії вирішує купити ліцензію на більш прості і дешеві автомобілі, цього разу у французького підприємства, а саме — у фірми Automobiles Charron. Автомобіль, куплений чехами, мав мотор об'ємом в 1,2 л при двох циліндрах, який розвивав потужність в 10 к. с., той, у свою чергу, працював на пару з 3-ступеневою коробкою передач.
З грудня 1909 року автомобілі починають продаватися під маркою PRAGA, яке було латинською назвою чеської столиці, тоді ж і починається виробництво перших вантажних автомобілів, більш легкі були тими ж Charron, а вантажівки з підвищеною вантажопідйомністю — викуплені у збанкрутілої німецької фірми Dykomen. Проте продажі машин залишалися на досить низькому рівні, за весь 1909 рік було побудовано всього 33 автомобіля, причиною тому був консерватизм мешканців цієї частини імперії, треба зауважити, що в 1905 році в Празі було всього-то 7 автомобілів.

## Виробництво автомобілів власної конструкції

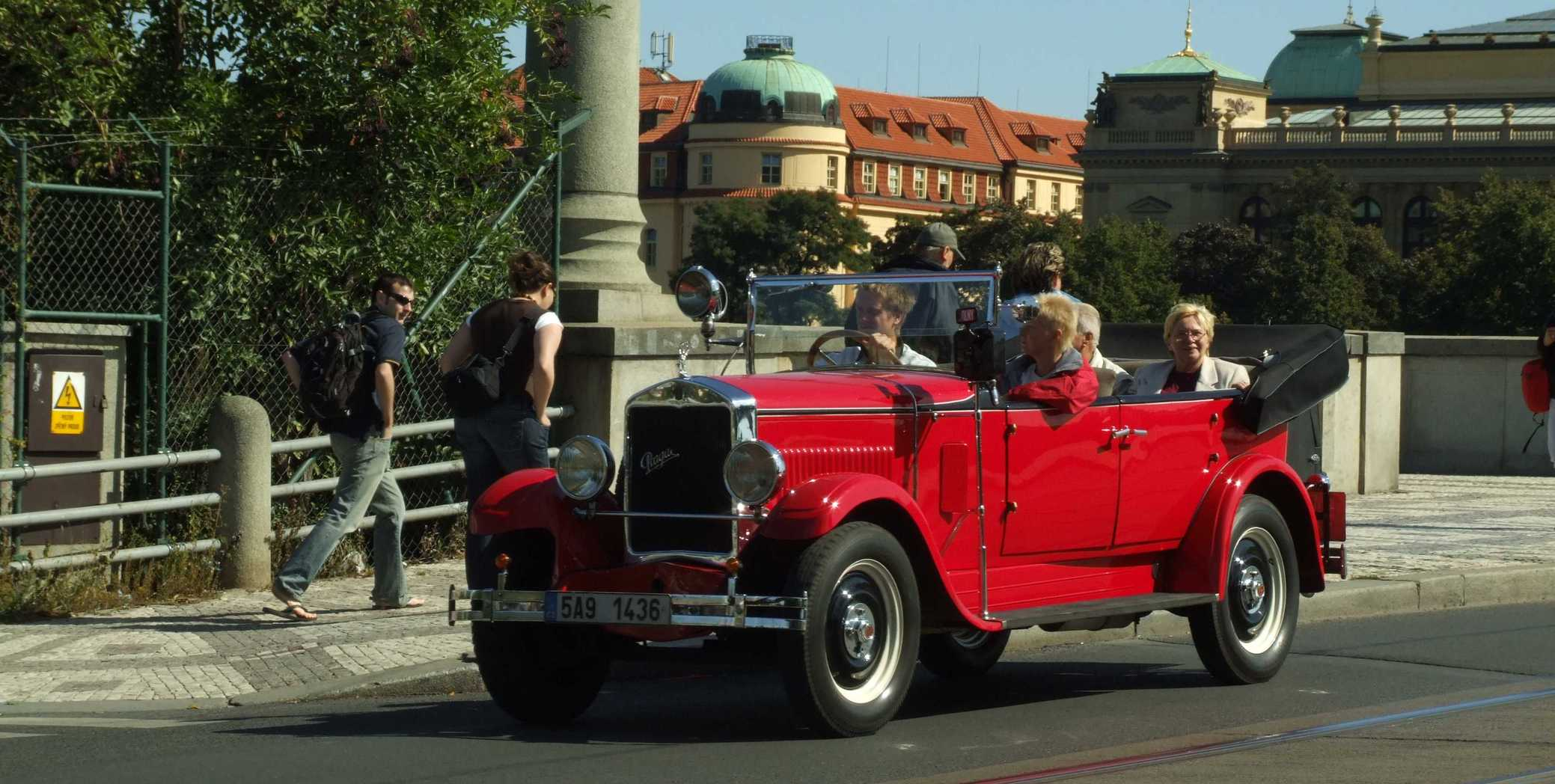
Praga Mignon 1.Série Phaeton

У 1910 році фірма купує ліцензію у фірми Renault і випускає моделі 01 і 02, обидві моделі мали мотор об'ємом в 2,4 л, який видавав 18 к. с., але відрізнялися вони кузовами і розташуванням радіатора, якщо 01 мав типове для Renault розташування радіатора, тобто за мотором, біля перегородки двигуна, то 02 мав більш традиційний зовнішній вигляд, але й ці машини, як і їх попередники, не користувалися попитом. У 1911 році біля керма компанії стає Йозеф Хавранек, який наймає як головного конструктора Франтішека Кеца, той, у свою чергу, проектує першу власну модель фірми, яку назвали Mignon, ця машина мала 4-циліндровий мотор об'ємом 1,85 л потужністю 22 к. с. У цьому ж році фірма отримує держзамовлення для поставки вантажівок імператорській армії, Кец проектує першу власну вантажівку фірми, яка отримує назву Typ V, проте у випадку з ліцензійною Charron літера «V» означала римську цифру п'ять (порядковий номер моделі), а у випадку з вантажівкою — букву «V», що було скороченням від слова «Vojensky», що означало «військовий», до речі, у Кеца пішло всього 4 місяці на розробку цієї досить надійною вантажної машини.
Через рік з'являється модель Grand, машина оснащувалася 4-циліндровим 3,8 л 45-сильним мотором. Praga Grand відома тим, що три прототипи цієї машини взяли участь у міжнародних Альпійських гонках, де вони виграли командний приз. Автомобілі подолали трасу в 2700 км за маршрутом Відень — Тіерст — Любляна — Відень, без єдиної поломки і штрафного очка, обійшовши при цьому команду фірми Rolls-Royce, яка виступала на вже легендарних Silver Ghost, після такого тріумфу ліцензію на цю модель купив Угорський вагонобудівний завод «RABA», який також знаходився на території Австро-Угорської імперії, до речі, одним із перших клієнтів цієї далеко не дешевої машини був празький архієпископ.

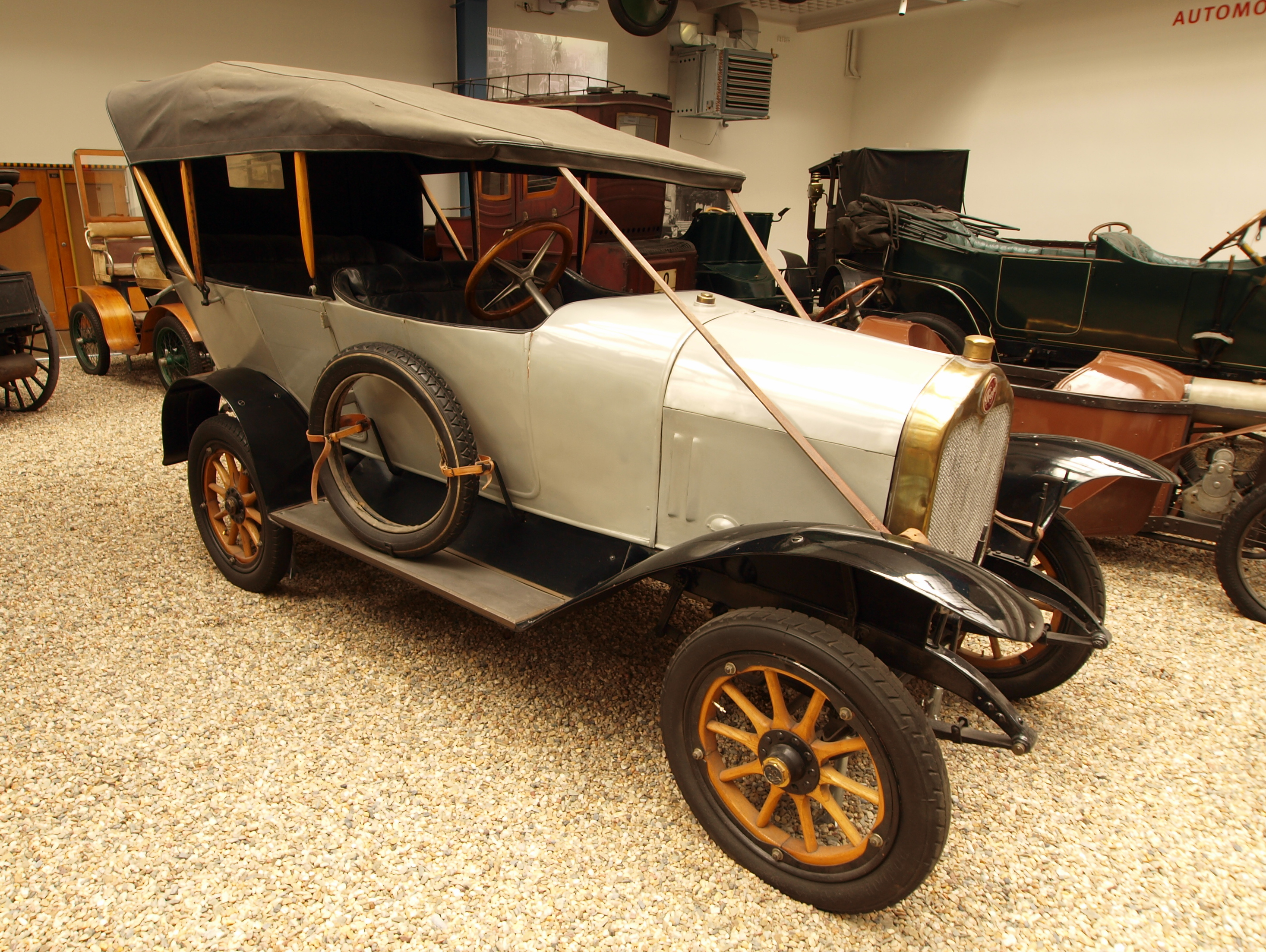
Praga Alfa 1.Série Phaeton

У 1913 році з'являється найменша модель Praga — Alfa, ця машина, як і колишні, також була розроблена Кецем, під капотом у малятка переховувався 4-циліндровий двигун об'ємом 1,1 л, який видавав 15 к. с.. З цією машиною компанія потрапила в десятку, тільки за перший рік виробництва було поставлено 50 автомобілів цієї моделі з 180-ти випущених взагалі (включаючи вантажівки). Через рік починається Перша світова війна, підприємство припиняє виробництво легкових автомобілів і переключається виключно на вантажну військову техніку та авіаційні мотори, так, наприклад, 5-тонні вантажівки Praga були основним транспортним засобом австро-угорських військ, за весь час військових дій було поставлено майже 3000 вантажівок, до речі, в цей же час був побудований і один легковий автомобіль моделі Grand для останнього австрійського імператора — Карла Першого.

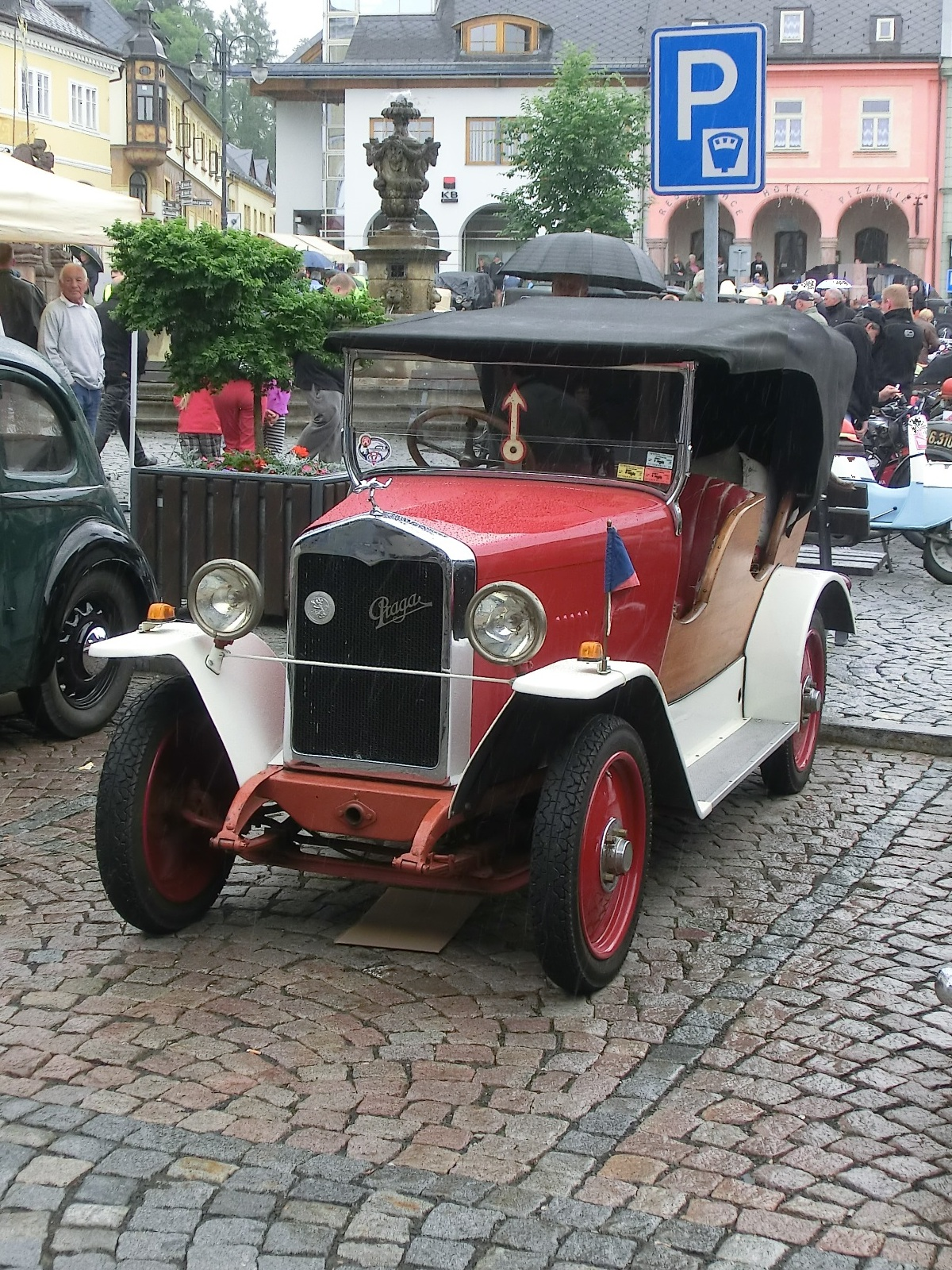
Praga Piccolo 3/10HP 1.Série

Після Першої світової Австрійська імперія розвалюється, з'являється молода республіка Чехословаччина, в якій спостерігається нестача матеріалів, покришок та інших комплектуючих, але празьке підприємство продовжує виробництво вантажівок, незабаром Praga відновлює і виробництво довоєнних легкових моделей, а одним із перших клієнтів післявоєнної моделі Grand 8.Série стає перший президент Чехословаччини — Томаш Гарріг Масарик. Післявоєнна модель Mignon 8.Série, крім Чехословаччини, починає випускатися під маркою Oswiecem-Praga і в польському Освенцимі, який, до речі, до 1918 року входив до складу Австрії. У 1921 році Pražská automobilní továrna об'єднується з електротехнічним заводом Českomoravská — Kolben. У 1922 році Alfa отримує більш великий мотор, його об'єм доведений до 1,2 л і 19 к. с., ця машина відома як Alfa 3.Série. У двигуні цієї машини були застосовані алюмінієві поршні, коробка передач була 4-ступеневою, крім іншого, машина додала до габаритів і покращилася обробка салону. До 1924 року керівництво заводу розуміє, що вони випускають надто дорогі автомобілі, що потрібно ввести більш доступну модель, для цього закуповується нове обладнання в США та Англії, і в 1924 році з'являється найменша модель фірми — Piccolo 1.Série, її мотор мав об'єм 700 куб. см, потужність дорівнювала 10 к. с., проте «дохлий» мотор і 3-ступенева коробка передач давали змогу їздити зі швидкістю до 65 км/год. Не дивлячись на те, що це була дешева машина, вона мала ряд родзинок, наприклад, якщо падав тиск масла у двигуні, то система припиняла подачу палива в карбюратор, тим самим попереджаючи руйнування двигуна.
У 1924 році відбувається пробіг Ленінград — Кавказ, в якому беруть участь 93 машини, з них до фінішу доходить всього дев'ять машин, одна з яких — Praga Grand. З 1925 року старші моделі марки стали оснащуватися гальмами всіх коліс, в той час як найдешевші мали гальма тільки на задніх колесах. У 1926 році відбувається оновлення деяких моделей, а саме — поява Piccolo 4.Série і Alfa 12.Série, перший отримує 800-кубовий мотор потужністю 12 к. с., другий — 1,3 л і 20 к. с. Тоді ж заводський дизайнер на прізвище Вискочіл долає 10 000 кілометрів через Північну Африку на Piccolo 4.Série, проїхавши через Алжир, Туніс, Марокко і Єгипет без єдиної поломки.

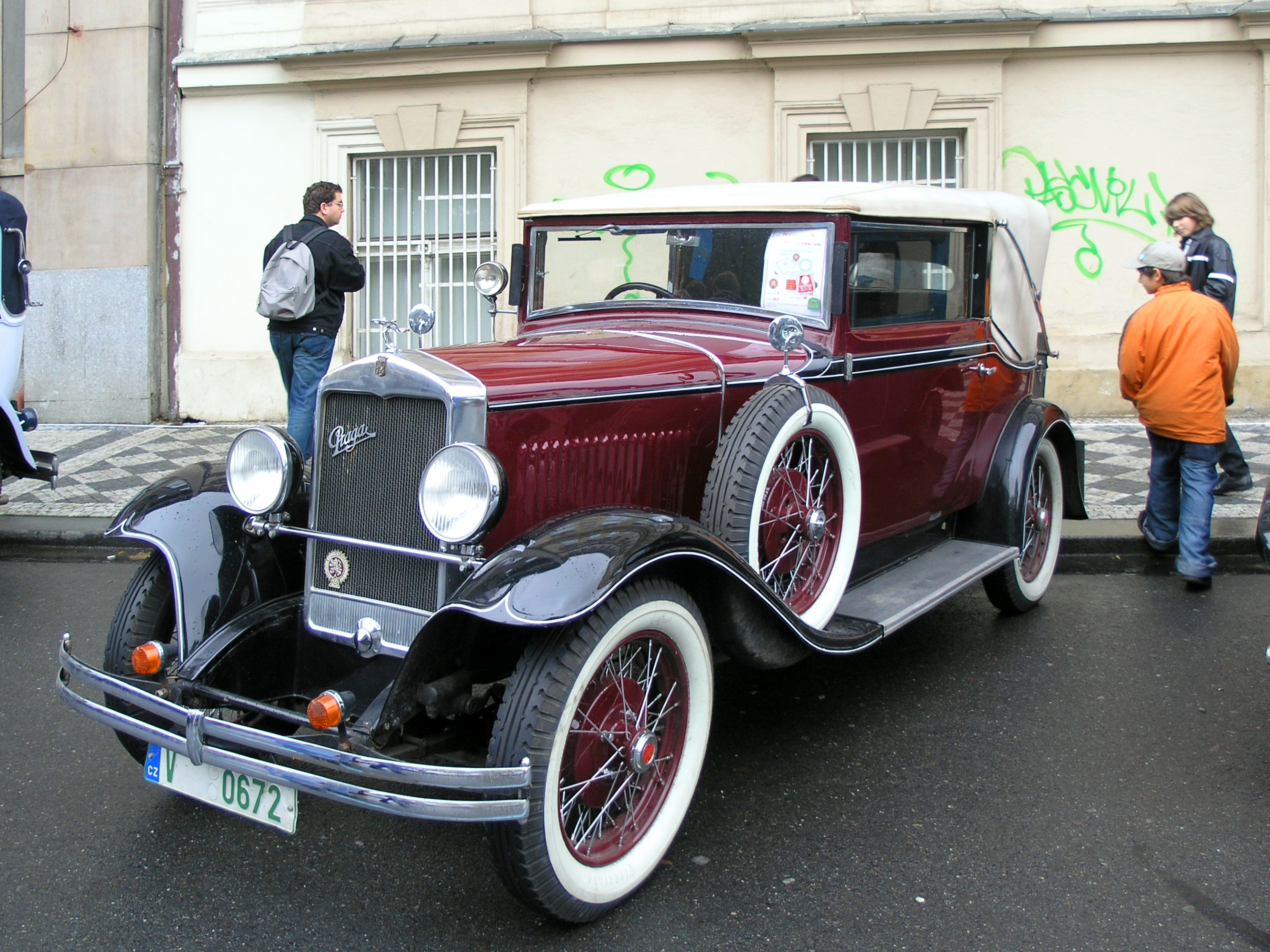
Praga Alfa 13.Série

У 1927 році відбувається чергове оновлення: модель Alfa 13.Série отримує 6-циліндровий мотор об'ємом 1,5 л і потужністю 25 к. с., головка мотора була знімною і була побудована за типом британської фірми Ricardo. Шасі машини було колишнім, але з'являється запатентований фірмою підсилювач гальм, правда гальма все ще блокують тільки задні колеса.

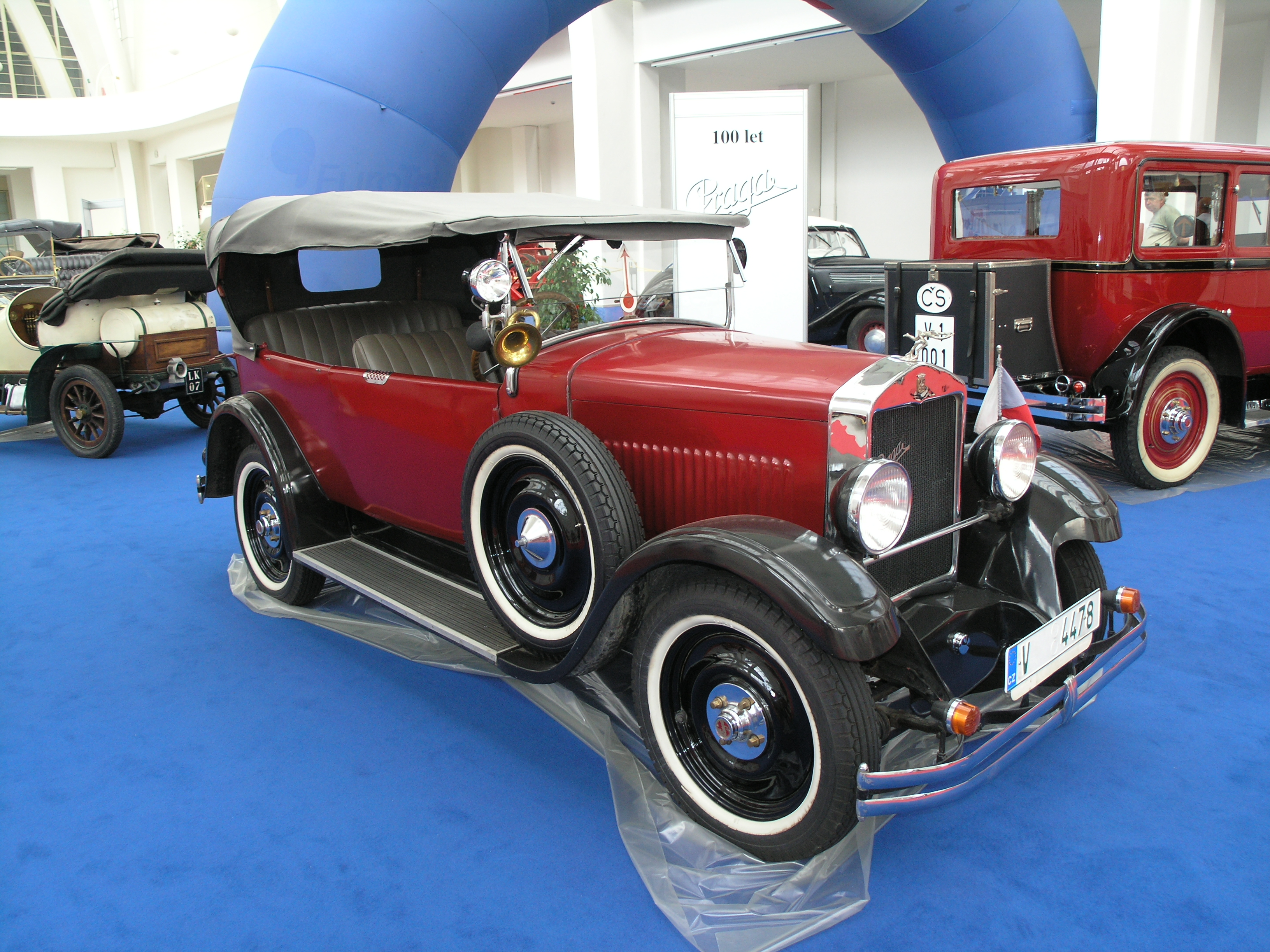
Praga Piccolo 9.Série Phaeton

Piccolo 7.Série обзаводиться збільшеним до 850 куб. см мотором потужністю 13 к. с., Mignon 16.Série отримує новий мотор — 6-циліндровий 2,4 л і потужністю 47 к. с., з яким недешевий автомобіль може розганятися до 90 км/год. Модель Grand 14.Série обзаводиться рядною вісімкою об'ємом 3,4 л і потужністю 60 к. с., важкий лімузин міг розвивати швидкість до 100 км/год, щоб було легше зупинити важку машину, був застосований і підсилювач гальм всіх коліс. У 1928 році знову модернізація, малятко Piccolo 8.Série отримує 1 л 18-сильний мотор зі знімною алюмінієвою головкою і гальма всіх коліс.

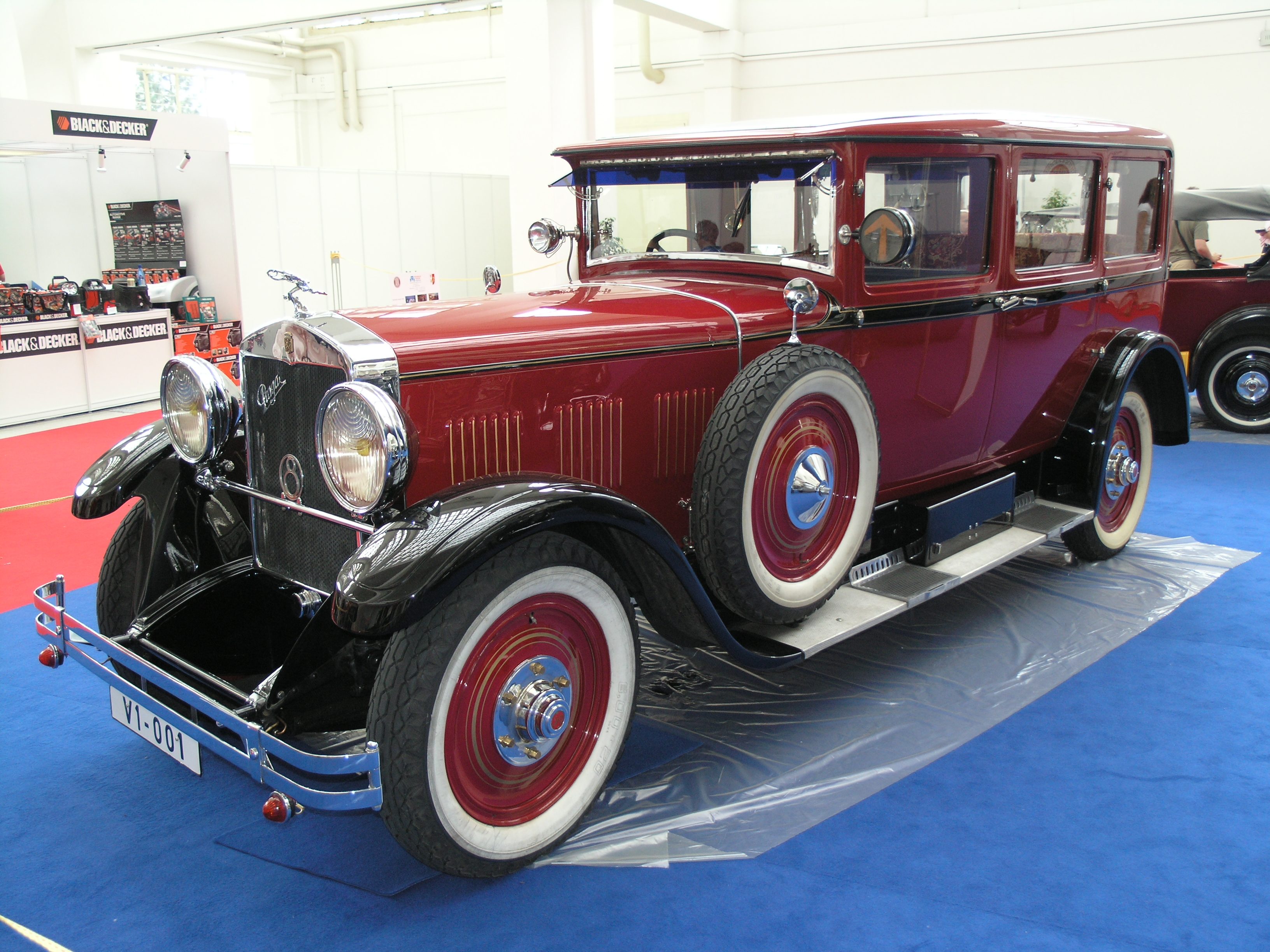
Praga Grand 16.Série Limusina

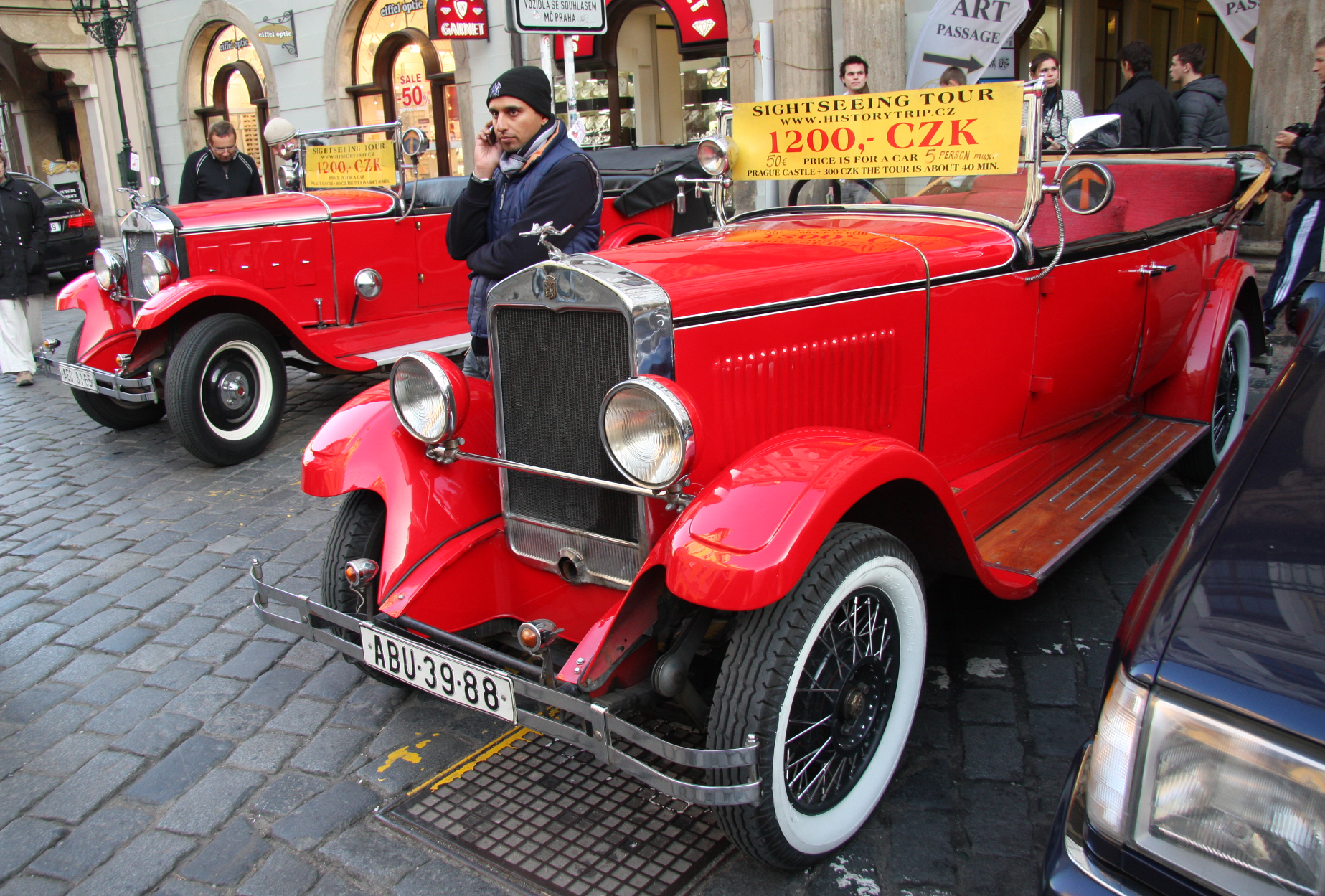
Praga Alfa 19.Série

У 1928 році фірма об'єдналася із ще однією компанією — Akciovou společností Strojírny, dříve Breitfeld, Daněk a spol, в результаті народився концерн Českomoravská Kolben Daněk (ČKD), біля керма якого став Еміль Колбен. Тоді ж мотоциклетна продукція фірми BD, яка увійшла в концерн, стала продаватися під маркою Praga, її особливістю був 500 см3 одноциліндровий мотор із двома верхніми розподільчими валами, модель назвали по іменуванню фірми — Praga BD. Тоді ж відбувається чергове оновлення, фірма Praga постійно модернізувала свою продукцію, у Alfa 17.Série збільшують мотор до 1,8 л і потужність піднімається до 36 к. с., Mignon 18.Série отримав мотор об'ємом 2,6 л і потужністю в 50 к. с. Також оновлюють Grand 16.Série, який отримує збільшений до 3,6 л мотор потужністю 70 к. с. Топова модель мала в оснащенні: розмовну трубку для водія, компресор для накачування шин, підсвічування підніжок, автоматичне повернення поворотників. Подібних машин до 1931 року випустили тільки 100 штук. У 1931 році у Grand 17.Série збільшили мотор в об'ємі, цього разу він став дорівнювати 4,4 л, а потужність — 87 к. с., максимальна швидкість зросла до 120 км/год. У цей час Praga стає наймасовішим чеським автомобілем, виробництво автомобілів цієї марки майже вдвічі перевищує показники заводу, що виробляє автомобілі марки Skoda, і більш ніж вдвічі — Tatra.
У 1931 році автомобілі Praga Piccolo займають п'яте і одинадцяте місце у Ралі Монте-Карло, а в 1932 році завод будує для гонок «1000 чехословацьких миль» спортивну версію Alfa, з мотором в 1,8 л і потужністю 36 к. с. Спортивна Praga Alfa під управлінням Петера Мухи стає переможницею перших гонок, 1600 км від Праги до Братислави Муха проходить з середньою швидкістю в 84 км/год.

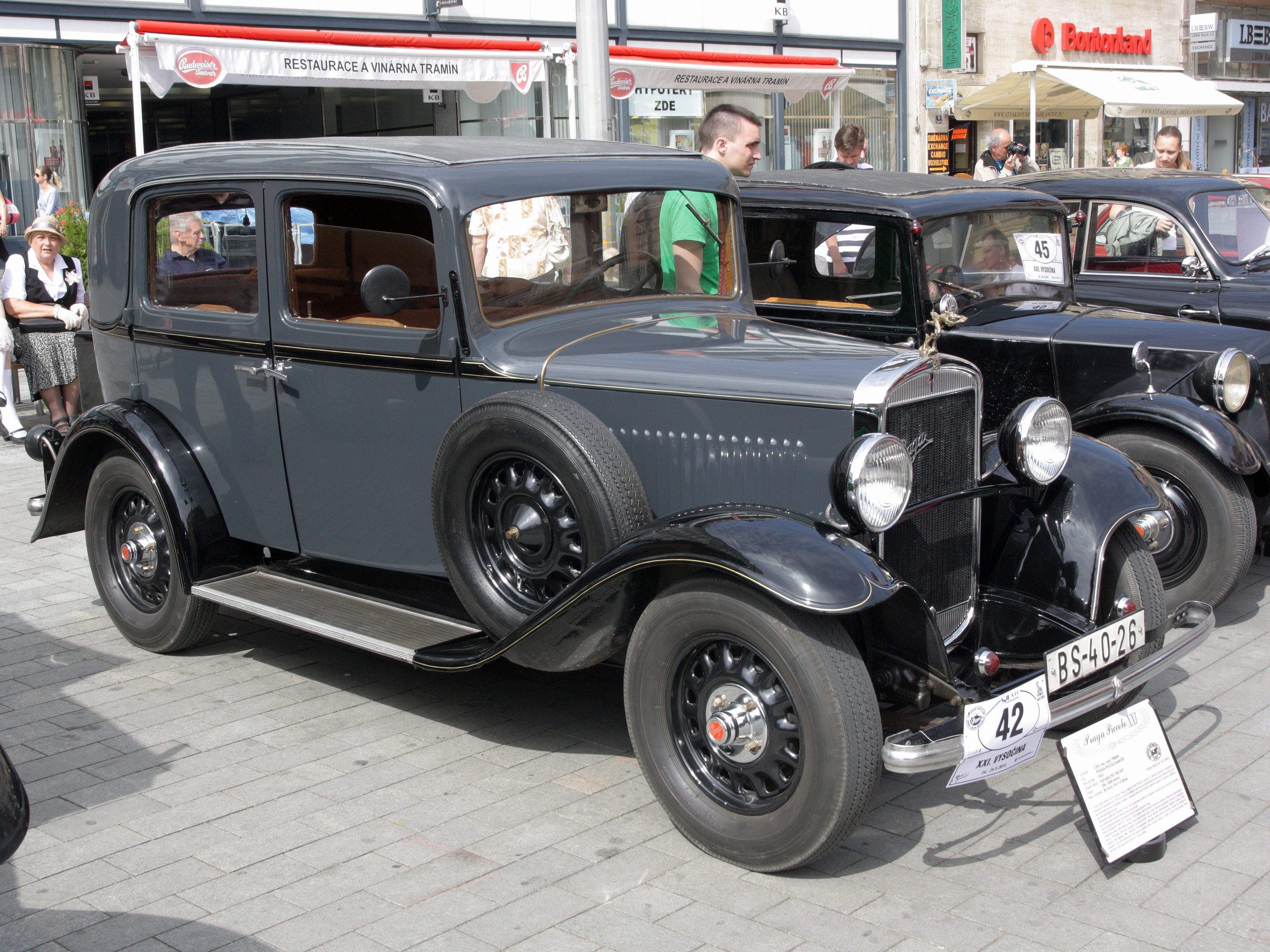
Praga Piccolo Р21 Limusina

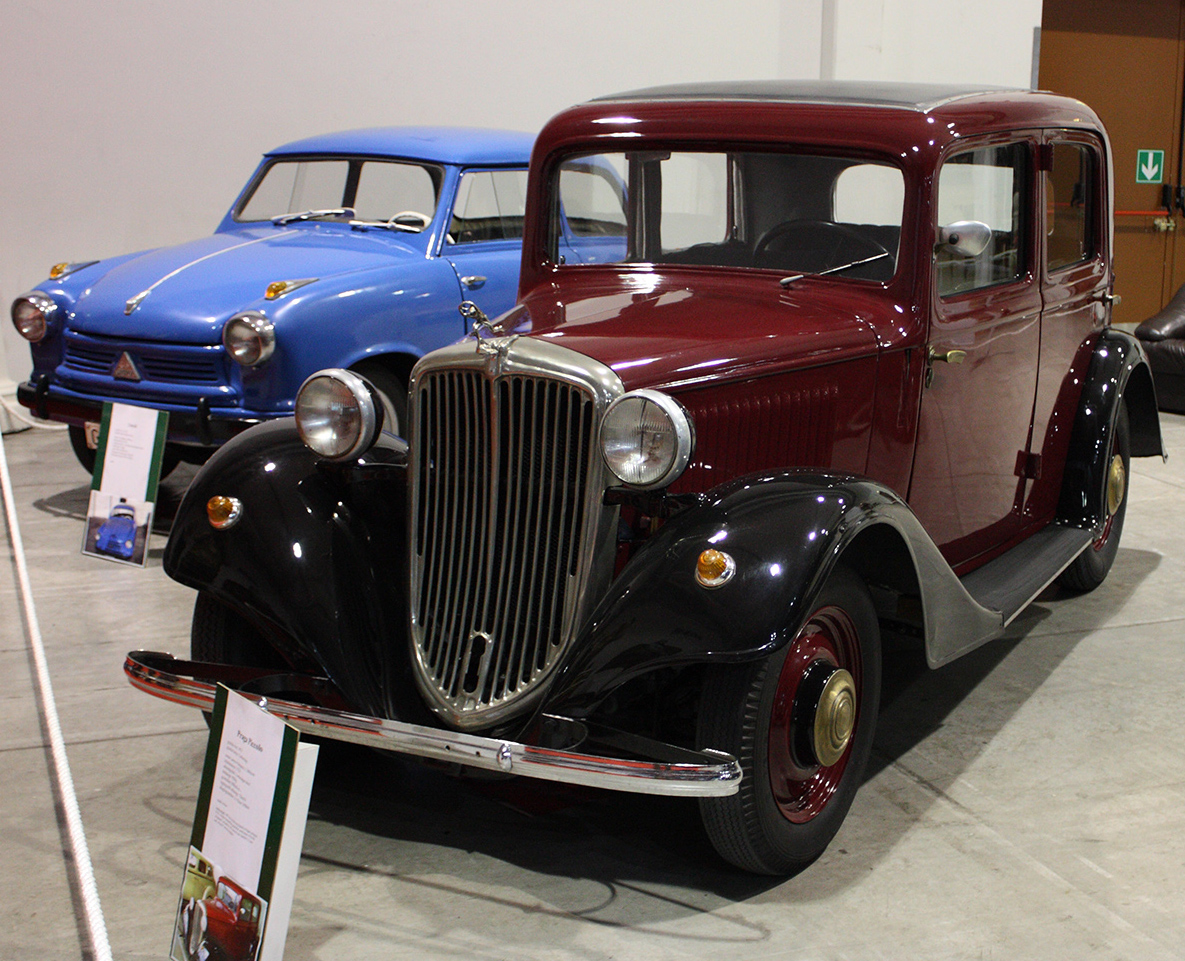
Praga Piccolo Р203 Limusina

У 1932 році з'являється варіант Piccolo P21, який випускався паралельно з Piccolo Р201. Відмінність була в моторах, перша модель мала 1,5 л мотор потужністю 28 к. с., а молодша модель залишалася на 1-літровій тязі, обидві комплектувалися 3-ступеневими коробками передач, але машини відрізнялися зовні своїм стилем, більш велику Р21 називали «американкою» через дизайн решітки радіатора, виконаний в традиційному американському стилі, в той час як у 21-сильної моделі решітка мала скошену донизу форму радіатора. До речі, модель Р21/Р22 і оснащувалася набагато краще дешевшого побратима, так у неї були: сонцезахисний козирок, електричний сигнал, обробка салону з велюру, двірники лобового скла; молодша серія Р201/202/203/204/205 оснащувалася кермом із лівим розташуванням, а її коробка передач отримує синхронізатори другого і третього ступенів.

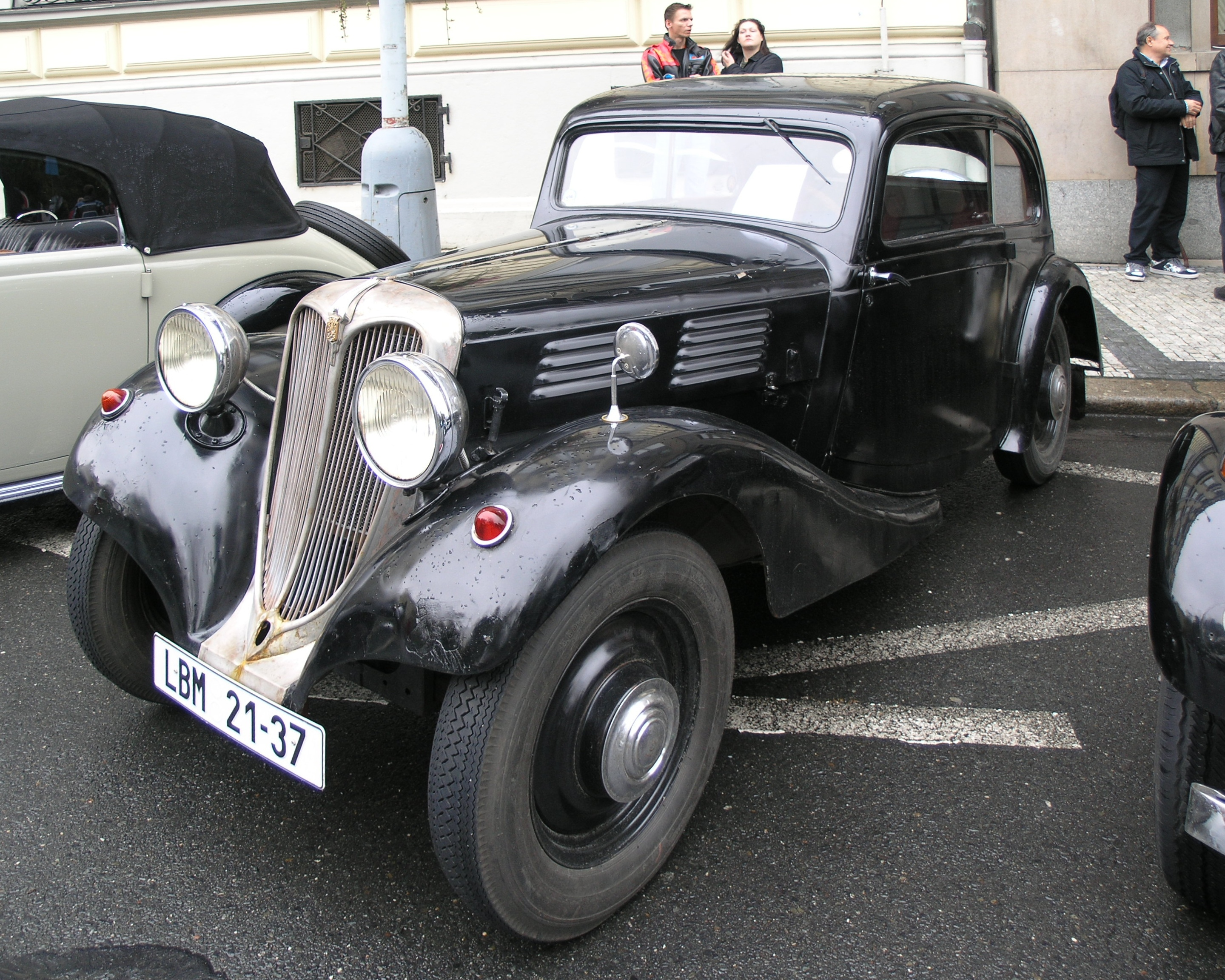
Praga Baby

1933 рік виявився найважчим в історії фірми на той момент, збут впав на 53 %, потрібно звільняти робітників, на цій хвилі починаються страйки, а з автомобільних каталогів зникає модель Alfa. У 1934 році ситуація покращилася, вдалося укласти договори про постачання автомобілів в Іспанію, Нідерланди, Ірландію, Грецію та Швейцарію, восени того ж року з'являється нова модель — Baby. Автором повністю нової машини був новий інженер — Рудольф Викукал, його творіння отримує нову раму, передню незалежну підвіску і 3-ступеневу коробку передач із синхронізованою 2-ю і 3-ю передачами, мотор від моделі Piccolo Р21 об'ємом 1 л розвивав ті ж 22 к. с., єдина різниця була в наявності водяної помпи у новинки, до речі, моделі 1—4 серій не мали диференціала в задньому мосту, диференціал пішов тільки з Baby 5.Série. Ця машина з 4-дверним варіантом стає досить популярною серед празьких таксистів.

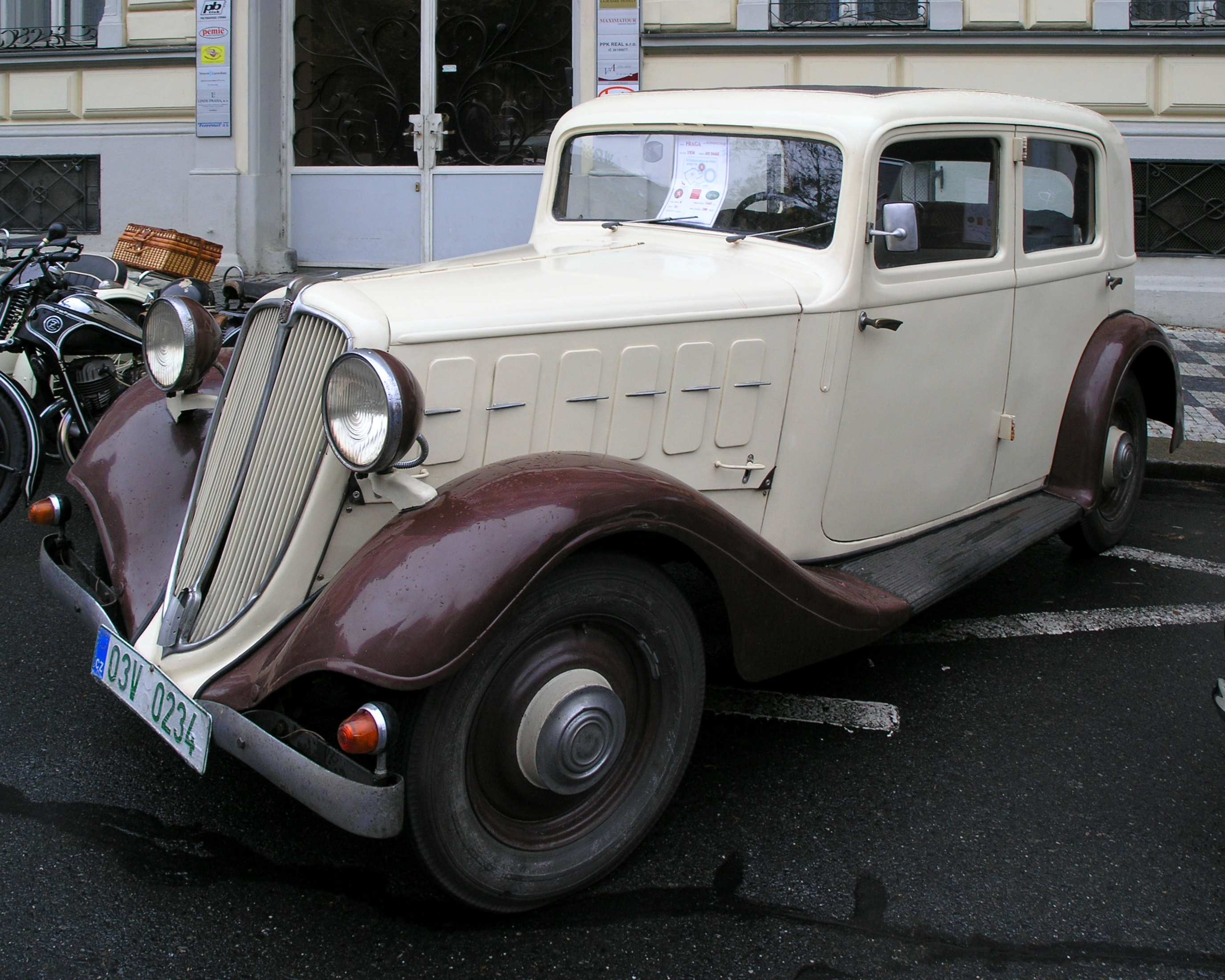
Praga Super Piccolo 2.Série

Тоді ж виходять у світ оновлений Piccolo P306/P307 з 1,5 л мотором і новий автомобіль — Super Piccolo, з мотором об'ємом 1,66 л і потужністю 38 к. с. Super Piccolo побудований на новому типі рами, аналогічному Baby, і міг оснащуватися різними типами кузовів, у тому числі новомодними обтічними, які разюче виділяли автомобіль цієї моделі із загального потоку транспортних засобів тодішньої Чехословаччини. Super Piccolo мав ряд відмінностей від інших молодших моделей фірми, так, наприклад, мотори кріпилися до рами через гумові подушки, підвіска мала гідравлічні амортизатори, корпус коробки передач був виготовлений з електрона (сплав магнію, цинку і алюмінію), лобове скло було зроблено з безпечного скла, кермо розташовувалось зліва.

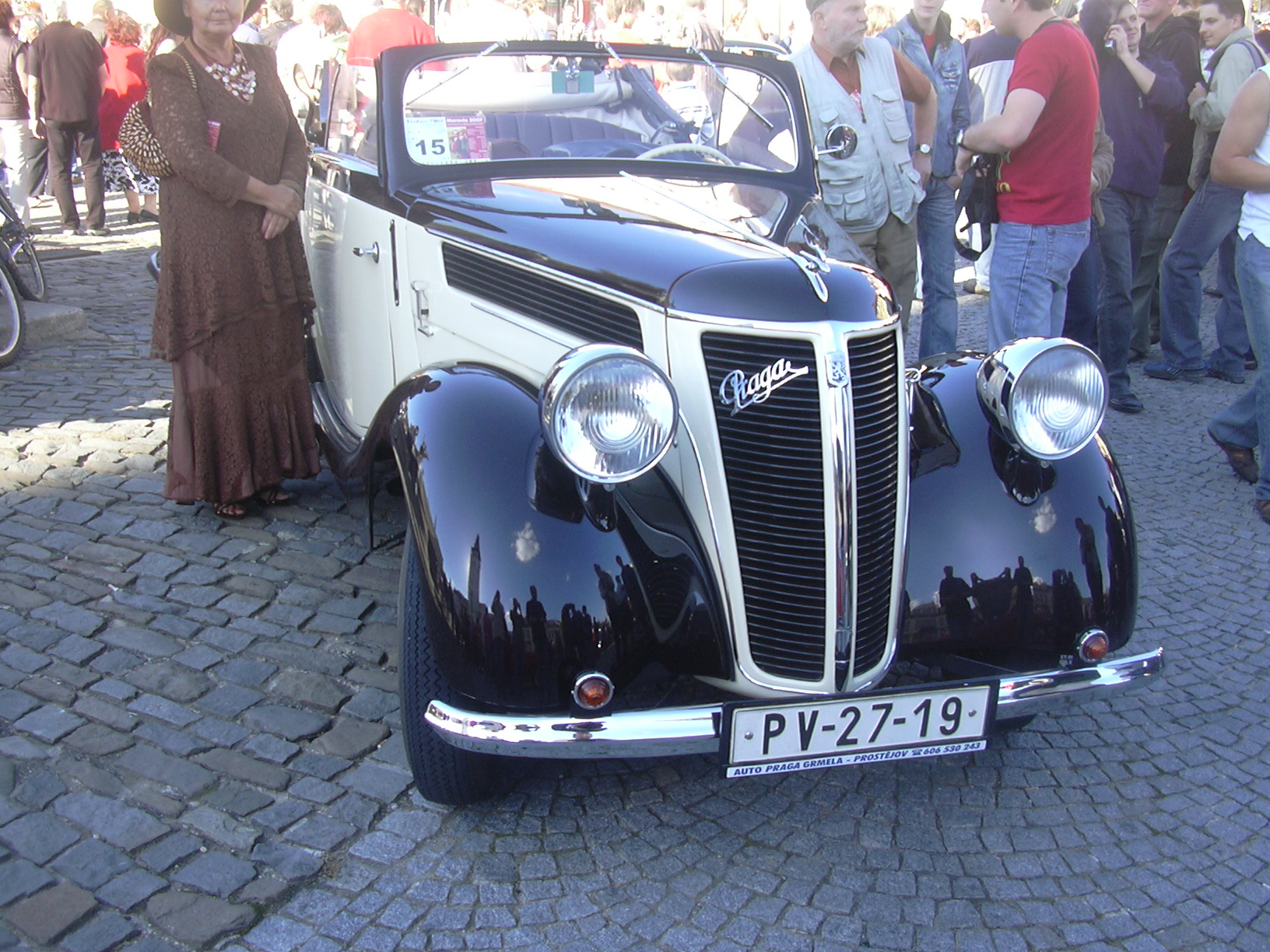
Praga Golden 3.Série

У 1935 році на 25-му Празькому автосалоні широкій громадськості демонструють нового флагмана фірми — Praga Golden, ця заміна моделі Grand мала дві довжини колісної бази і три варіанти кузова, один із яких мав обтічний вигляд, самі кузова кріпляться через гумові подушки до рами, що пом'якшило вібрації. Що по частині техніки, то Golden мав рядний 6-циліндровий двигун об'ємом 3,9 л і потужністю в 78 к. с., агрегатувався він із 3-ступеневою коробкою передач, передня підвіска була пружинної незалежною, а гальма всіх коліс мали гідравлічний привід. Президент Чехословаччини — Бенеш, отримав в особисте користування броньований варіант, правда толку від бронювання було мало, тому що дах машини був складаний матер'яний, до речі, точно така ж машина була і в гаражі румунського короля Кароля Другого. Загалом до 1938 року було виготовлено близько 180 таких машин трьох серій.

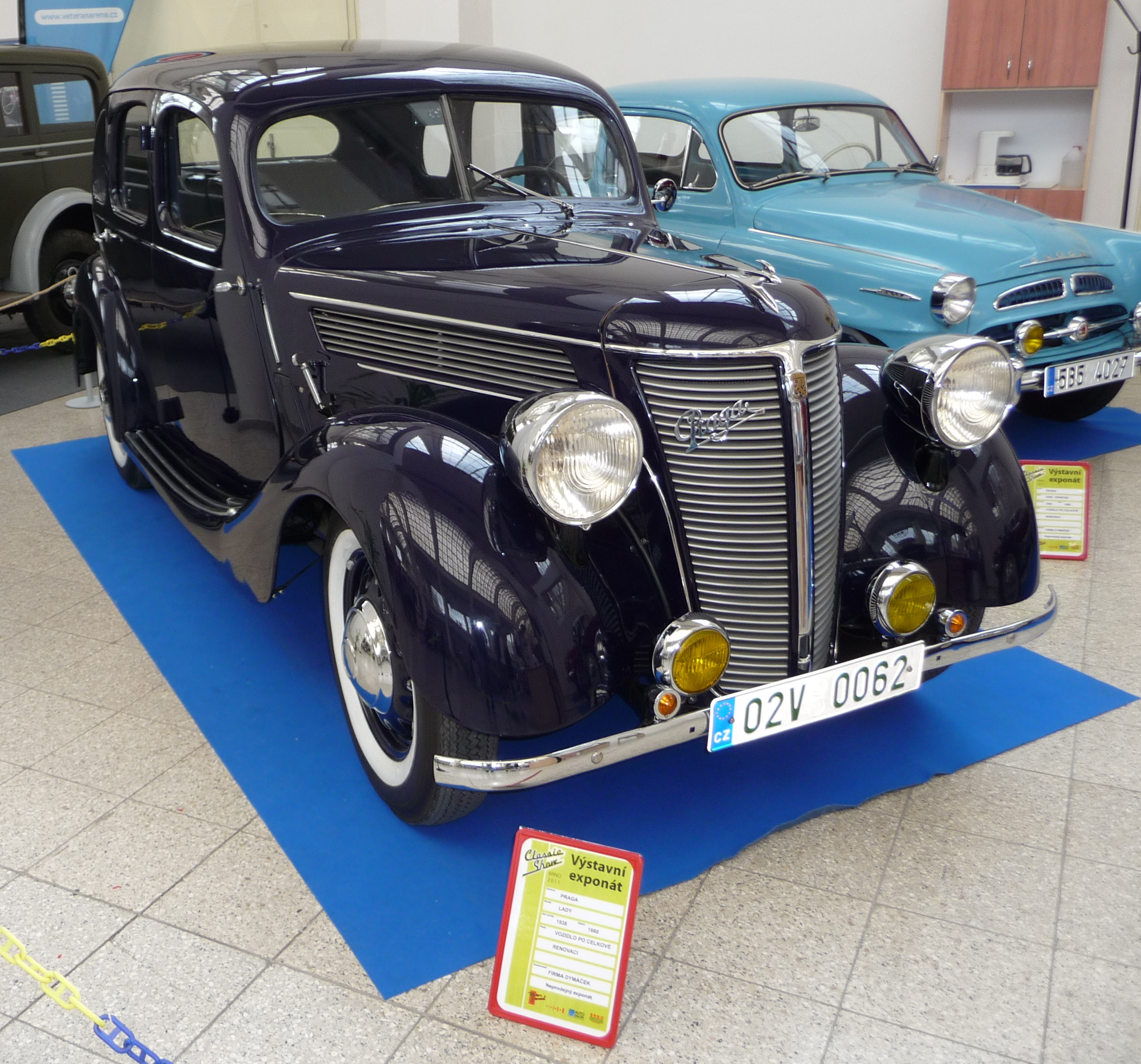
Praga Lady Р307

У цьому ж році Piccolo 1934 модельного ряду модернізують і перейменовують в Lady P307, спочатку мотор був півторалітровим, але, зробивши близько 150 машин, його замінили на 1,66-літровий від Super Piccolo. Рама у Lady були своя, з Х-подібною поперечиною і незалежною передньою підвіскою. З 1937 року кузова нового дизайну стали кріпитися до рами через гумові подушки, до речі, кузова поставлялися не тільки власного виготовлення, а й від кузовщиків Uhlík або Sodomka.
У 1936 році на базі моделі Golden для військових потреб стали будувати версію з трьома мостами, яка отримала назву AV, її мотор був зменшений в об'ємі до 3,5 л, а потужність впала до 80 к. с. У 1937 році в каталоги повертається модель Alfa, це була 23.Série, вона оснащена 6-циліндровим мотором об'ємом 2,5 л потужністю 60 к. с. Машина побудована на новій рамі, з двома Х-подібними підсилювачами, гальма всіх коліс мають гідравлічний привід фірми Lockheed, передня підвіска незалежна і всі колеса мають гідравлічні амортизатори. Електрообладнання автомобіля тепер 12-вольтове, а як базові датчики — тахометр, датчик тиску масла, годинник, індикатор рівня заряду акумулятора і рівня палива.

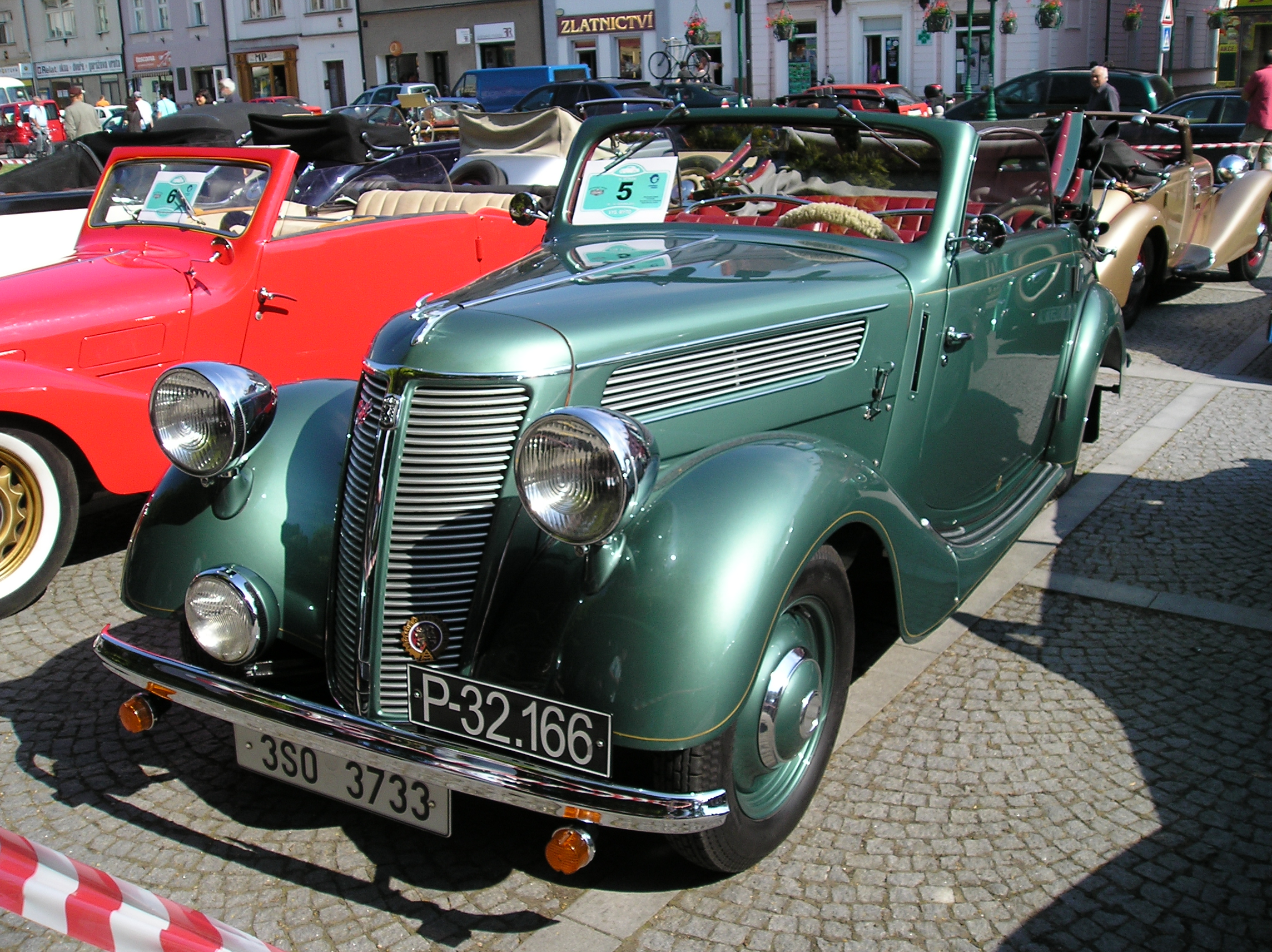
Praga Piccolo Р31

У 1937 році виходить і зовсім новий Piccolo P31, він має 1,1 л мотор потужністю 31 к. с. гальма всіх коліс механічні. Мотор має чавунний блок, головку з алюмінієвих сплавів, водяне охолодження відбувається за допомогою водяної помпи, шасі були також побудовані заново і мали центральну систему змащення. Машина виявилася досить масовою, було випущено близько 2700 автомобілів, а все тому, що Ян Петранек ставив при проектуванні цієї машини мету створити надійний, економічний і в той же час комфортний автомобіль, що, в принципі, йому і вдалося. До речі, машина була показана в 1938 році на Женевському автосалоні, де отримала Гран-прі як найкраще авто. Моделі 1938 року називалися Р32/33, через рік їх змінили Р34/З5, а модель 1941 року носила індекс Piccolo P36.

## Післявоєнна діяльність. Закриття виробництва
Крім мотоциклів і автомобілів Praga випускала танки й літаки, наприклад, перед Другою світовою війною чеські танки Praga LT VZ.38 мали цілком передову конструкцію і вважалися одними з найкращих танків у своєму класі. Після окупації Німеччиною танк перейменували в Panzerkampfwagen 38t, саме ці танки були задіяні при інтервенції Польщі і в перші роки війни з СРСР. Легкові автомобілі випускалися до 1942 року, проте основною масою виробничої програми в цей час були все-таки вантажні автомобілі та панцервагени. Під час березневого бомбардування 1945 року завод дуже сильно постраждав, після війни завод націоналізували і перейменували в Letecke zavody narodni podnik, а виробництво продукції перенесли в Височани, на колишні потужності фірми Aero, де і виготовили близько 400 післявоєнних автомобілів моделі Lady, останню з них виготовили в березні 1946 року. До речі, ще 16 травня 1945 року президент Едвард Бенеш повернувся до Праги, і віз його до резиденції — Praga Golden, кермо якого було перенесене на ліву сторону, в Чехословаччині лівостороннє розташування керма прижилося тільки з приходом німців.
Завод, що називався «Auto Praga — narodni podnik», з 1948 року став випускати тільки автобуси та вантажівки. У 1953 році завод знову був перейменований, цього разу в Automobilové závody Klementa Gottwalda, через 11 років з конвеєра заводу зійшла остання виготовлена там вантажівка, бо їх виробництво перенесли на потужності заводу AVIA, де до початку 90-х припинили виробництво комерційного транспорту марки Praga. Завод в Височанах став виготовляти коробки передач, мости, гідравлічні механізми та іншу продукцію. Наприкінці 1990-х фірма намагалася відновити випуск вантажівок, але невдало, зате вантажівки їх конструкції стала випускати фірма Andoria Motors в Польщі, яка пізніше стала називатися Intrall Polska Sp. z o.o., виробництво мотоциклів теж почалося наприкінці 1990-х, але у 2003 році компанія Praga Čáslav оголошує себе банкрутом, а через три роки її викуповує російсько-англійська фірма International Truck Alliance, якій належить ще кілька фірм, що колись займалися виробництвом техніки на пост-соціалістичному просторі.

## Сучасні автомобілі під маркою Praga
У 2011 році, у рік 100-річчя першої самостійної моделі — Praga Mignon, фірма IPKarting Srl представила свою спортивну машину марки Praga на гонках Dutch Supercar Challenge GT у Бельгії. Як стверджує господар фірми Петер Птачек, Praga R4S, яка оснащується V8 мотором об'ємом 3,2 літра (побудованого із спарених моторів Suzuki Hayabusa) і розвиває 520 к. с., скоро можна буде побачити не тільки на гоночній трасі, але і на вулицях загального користування. До речі, тримальна конструкція запозичена у словацького спорткара К-1 Attak, на раму якого встановлюється вуглецевий кузов, спроектований італійським дизайнером Ріккардо Пеліццато.
Згодом повинна з'явитися нова спортивна машина — Praga R1, як двигун на ньому використовується менш екзотичний мотор, всього з 4 циліндрами, об'ємом 2 л і потужністю 210 к. с., запозичений він у французької компанії Renault, правда доступна технічна начинка ніяк не позначилася на ціні, за машину з кузовом, виконаним із карбону, просять 2,5 млн доларів.

## Список легкових автомобілів Praga
- 1908 — PAT-PAF Typ III
- 1909 — PAT-PAF Typ V
- 1910 — Praga 01
  - Praga 02
- 1911 — Praga Mignon
- 1912 — Praga Grand
- 1913 — Praga Alfa
- 1924 — Praga Piccolo
- 1932 — Praga Piccolo P21/Р22
  - Praga Piccolo P201/202/203/204/205
- 1934 — Praga Baby
  - Praga Piccolo P306/P307
  - Praga Super Piccolo
- 1935 — Praga Golden
  - Praga Lady
- 1937 — Praga Alfa
  - Praga Piccolo Р31
- 1938 — Praga Piccolo Р32/33
- 1939 — Praga Piccolo Р34/З5
- 1941 — Praga Piccolo Р36
- 2011 — Praga R4S
- 2013 — Praga R1